# Эфалид
Эфалид (др.-греч. Αἰθαλίδης) — персонаж древнегреческой мифологии. Сын Гермеса и Евполемеи, дочери Мирмидона из Фтиотиды. Родился у потоков реки Амфрис в Фессалии и жил в Алопе или в Ларисе.
Присоединился к Ясону и другим героям, которые отправились на корабле «Арго» в Колхиду за золотым руном. Славился как способный лучник, а также обладающий необычайной памятью человек. Этой способностью Эфалида одарил его отец Гермес.
Как и Гермес среди богов, так и Эфалид среди аргонавтов выполнял роль посла. Ему удалось уговорить царицу Лемноса Гипсипилу приютить аргонавтов.
После смерти, стал одним из немногих, кто в Аиде сохранил память. Также его душа получила возможность поочерёдно жить в подземном царстве и на земле.
Миф об аргонавте Эфалиде нашёл своё продолжение в пифагореизме. Последователи этого учения верили в перевоплощение душ. Диоген Лаэртский, цитируя Гераклида Понтийского, приводит легенду о перевоплощениях души основателя учения Пифагора. Гермес предложил своему сыну Эфалиду выполнить любое желание, кроме дарования бессмертия. Эфалид попросил оставить ему память, как живому, так и мёртвому.  Первый раз душа Эфалида перевоплотилась в троянского воина периода Троянской войны Евфорба. Затем, пройдя через тела Гермотима и рыбака Пирра, душа Эфалида воплотилась в Пифагоре. Пифагор, который соответственно в душе был сыном Гермеса, помнил обо всех своих перевоплощениях.